# Libertia umbellata
Libertia umbellata är en irisväxtart som beskrevs av Pierfelice Ravenna. Libertia umbellata ingår i släktet Libertia och familjen irisväxter. Inga underarter finns listade i Catalogue of Life.